# Broussey-en-Blois
Broussey-en-Blois és un municipi francès situat al departament del Mosa i a la regió del Gran Est. L'any 2007 tenia 64 habitants.

## Demografia

### Població
El 2007 la població de fet de Broussey-en-Blois era de 64 persones. Hi havia 24 famílies, de les quals 8 eren unipersonals (8 homes vivint sols), 4 parelles sense fills, 8 parelles amb fills i 4 famílies monoparentals amb fills.
La població ha evolucionat segons el següent gràfic:
Habitants censats

### Habitatges
El 2007 hi havia 34 habitatges, 25 eren l'habitatge principal de la família, 7 eren segones residències i 2 estaven desocupats. Tots els 34 habitatges eren cases. Dels 25 habitatges principals, 22 estaven ocupats pels seus propietaris i 3 estaven cedits a títol gratuït; 1 tenia tres cambres, 6 en tenien quatre i 18 en tenien cinc o més. 19 habitatges disposaven pel capbaix d'una plaça de pàrquing. A 14 habitatges hi havia un automòbil i a 10 n'hi havia dos o més.

### Piràmide de població
La piràmide de població per edats i sexe el 2009 era:
| Homes | Edats   | Dones |
| ----- | ------- | ----- |
| 0     | 95 o +  | 0     |
| 0     | 90 a 94 | 0     |
| 0     | 85 a 89 | 0     |
| 0     | 80 a 84 | 0     |
| 4     | 75 a 79 | 0     |
| 0     | 70 a 74 | 4     |
| 0     | 65 a 69 | 0     |
| 0     | 60 a 64 | 4     |
| 0     | 55 a 59 | 0     |
| 0     | 50 a 54 | 0     |
| 4     | 45 a 49 | 0     |
| 4     | 40 a 44 | 12    |
| 8     | 35 a 39 | 0     |
| 0     | 30 a 34 | 0     |
| 0     | 25 a 29 | 0     |
| 4     | 20 a 24 | 4     |
| 4     | 15 a 19 | 12    |
| 0     | 10 a 14 | 4     |
| 4     | 5 a 9   | 0     |
| 0     | 0 a 4   | 0     |

## Economia
El 2007 la població en edat de treballar era de 36 persones, 25 eren actives i 11 eren inactives. De les 25 persones actives 24 estaven ocupades (16 homes i 8 dones) i 1 aturada (1 dona i 1 dona). De les 11 persones inactives 3 estaven jubilades, 5 estaven estudiant i 3 estaven classificades com a «altres inactius».
Activitats econòmiques
L'any 2000 a Broussey-en-Blois hi havia 4 explotacions agrícoles.

## Poblacions més properes
El següent diagrama mostra les poblacions més properes.